# マスターモスキートン
『マスターモスキートン』は、1996年11月21日から1997年4月19日において発売されたあかほりさとる、ねぎしひろし原作のOVA。全6話。あかほりによると、本作のイナホは自身の妻（北川みゆき）がモデルだそうである。

## ストーリー
不老不死の力を秘めているといわれる「Oパーツ」を手に入れるため、ヒトメボレ家の令嬢イナホは、吸血鬼モスキートンを復活させて「血の契約」を結ぶ。モスキートンはわがままなイナホに振り回されながらも一緒に暮らすはめになり、ふたりはOパーツを探す冒険を始める。

## 登場人物
アルカード・フォン・モスキートン
声 - 子安武人
イナホ・ヒトメボレ
声 - 今井由香、大谷育江（幼少）
ホノオ
声 - うえだゆうじ
ユキ
声 - 根谷美智子
サンジェルマン伯爵
声 - 矢尾一樹
ラスプーチン
声 - 池田勝
カミル・イナホ・カミーラ
声 - 鶴ひろみ

## スタッフ
- 原作 - あかほりさとる、ねぎしひろし
- 総監督 - ねぎしひろし
- キャラクターデザイン・デザインワークス - 岸田隆宏
- キャラクター原案協力 - 沢田翔
- 演出チーフ - 山本裕介
- 美術監督 - 海老沢一男
- 撮影監督 - 池上元秋（第3話まで）、岡崎英夫（第4話から）
- 音響監督 - 三間雅文
- 音楽 - 手塚理
- プロデューサー - 高見正人、植田もとき
- 制作 - ZERO-G-ROOM
- 製作 - 日本コロムビア

## 主題歌
- オープニングテーマは、ジャズ形式の演奏で、歌詞はなかった。後にこのBGMはリメイク版での次回予告のBGMに転用された。

エンディングテーマ「無敵のLOVE」
作詞 - MIZUE&HIDE / 作曲 - 山本英美 / 編曲 - 茂村泰彦、牧野信博 / 歌 - 今井由香&子安武人

## 各話リスト
| 話数  | サブタイトル                               | 脚本           | 絵コンテ   | 演出     | 作画監督          |
| ----- | ------------------------------------------ | -------------- | ---------- | -------- | ----------------- |
| 第1話 | 倫敦大混乱!（ロンドン・パニック!）         | あかほりさとる | 山本裕介   | 山本裕介 | 斉藤卓也          |
| 第2話 | 遊星浮遊（サテライト・フロート）           | 植竹須美男     | 石原立也   | 石原立也 | 才谷梅太郎        |
| 第3話 | 南洋遭遇（オーシャン・エンカウンター）     | あかほりさとる | 石山タカ明 | 小林哲也 | 黒田和也          |
| 第4話 | 上海三角関係（シャンハイ・トライアングル） | 高山克彦       | 石山タカ明 | 松田芳明 | 松田芳明          |
| 第5話 | 決闘前夜（バーサス・ナイト）               | 植竹須美男     | 山本裕介   | 山口頼房 | 十文字螢          |
| 第6話 | 永遠の時（ロンリー・タイム）               | 植竹須美男     | 山本裕介   | 山口頼房 | 黒田和也 高橋英樹 |

## テレビ放送
1997年1月、KBS京都にてOVAをTV放送用に編集されたものが放送された。冒頭にあかほりさとるが出演し作品の解説を放送、また本編終了後にはプレゼントの告知も行われた。

## 漫画化
マスターモスキートン（あかほりさとる・ねぎしひろし原作、磯俣務作画、角川書店刊、全4巻）
- 第1巻（1997年刊）
- 第2巻（1998年刊）
- 第3巻（1998年刊）
- 第4巻（1999年刊）